# Estanislao de Kostka Vayo
Estanislao de Kostka Vayo y Lamarca según otros de la Fuente (Valencia, 17 de noviembre de 1804 - 1864) historiador y novelista español.

## Biografía
Nació en Valencia, de padres humildes. Estudió las primeras letras con un tío suyo, presbítero. En la Universidad de Valencia estudió derecho. Durante el Trienio Liberal fue periodista y colaborador del Diario de Valencia y político activo en el bando constitucional (1823) y a causa de ello, viendo en peligro su vida, hubo de abandonar su ciudad natal. En la Academia de Apolo, que funcionaba en Valencia, figuraba con el nombre de Ascanio Florigeno. Dicha Academia le publicó unos Ensayos poéticos (Valencia, en la Oficina de D. Benito Monfort, 1826). Usó el seudónimo de Juan Pérez y García. Bajo el pseudónimo de "El bachiller valenciano", sostuvo una acalorada disputa literaria (más bien política y personal) con Luis Lamarca y Morata (1793-1850), con quien se reconcilió después. Fue un escritor castizo.
Se le atribuye la autoría de una anónima Historia de la vida y reinado de Fernando VII de España, Madrid, 1842, 3 vols., obra muy utilizada por Benito Pérez Galdós para sus Episodios Nacionales. Carece de originalidad en lo que al primer volumen se refiere y parte del segundo, en que sigue claramente a José María Queipo de Llano (Conde de Toreno) en su Historia del levantamiento, guerra y revolución de España 5 vols., Madrid, 1835-1837.
En cuanto a sus novelas, fue un seguidor del Romanticismo y uno de los primeros en aclimatar la novela histórica siguiendo en ello el modelo de Walter Scott. Voyleano, ó la exaltación de las pasiones (1827) es una novela psicológica primeriza, ambientada en la Guerra de la Independencia. La mejor es sin duda La conquista de Valencia por el Cid (1831), elogiada por Serafín Estébanez Calderón, y donde se esfuerza por penetrar en el espíritu caballeresco de la Edad Media incluso adaptando el lenguaje, aunque el estilo peca de cierta ampulosidad; en el prólogo declara además su intención de prescindir de toda influencia extranjera en el hecho de crear una novela histórica autóctona. Prescinde además de las truculencias románticas que asomaban, por ejemplo, en su novela Los terremotos de Orihuela, y no termina trágicamente, sino con la victoria del Cid. En cuanto a Los expatriados, ó Zulema y Gazul (1834) está ambientada en la expulsión de los moriscos de Valencia en el siglo XVII. Aventuras de un elegante, ó las costumbres de hogaño (1832) es una novela donde el autor se acerca al costumbrismo.

## Obras

### Narrativa
- Voyleano, ó la exaltación de las pasiones, Valencia, 1827.
- Los terremotos de Orihuela ó Henrique y Florentina. Historia trágica. Adornada con una lámina y un mapita de la situación de los pueblos que más ó menos se han arruinado en el terremoto del 21 de marzo de 1829. Valencia: Librería de Cabrerizo, 1829. Hay edición moderna de M.ª Pilar Gomis Martí, 1986.
- Grecia, ó la doncella de Misolonghi (1830)
- La conquista de Valencia por el Cid (1831), 2 vols.
- Aventuras de un elegante, ó las costumbres de hogaño (1832).
- Historia imparcial de la emperatriz Eudoxia Foederovna, esposa del Czar Pedro I el Grande, Valencia, 1831.
- La amnistía, Valencia, 1832
- Los expatriados, ó Zulema y Gazul (1834)
- Juana y Henrique, reyes de Castilla (Valencia, 1835).
- El judío errante en España
- La hija del Asia, Madrid, 1848.

### Historia
- Historia de la vida y reinado de Fernando VII de España, Madrid, 1842, 3 vols. (atribuida)
- Historia imparcial de la emperatriz Eudoxia Foederovna, esposa del zar Pedro I el Grande, Valencia, 1831

### Poesía
- Ensayos poéticos (Valencia, 1826)
- Profecía del Turia en la feliz llegada de nuestros amados soberanos, Valencia, 1827.
- Muestras de El Cid, Valencia, 1851 (poema heroico).

### Teatro
- Amalia o no todas son coquetas. Valencia, 1827. Comedia.

### Estudios
- Diccionario de las frases castizas de Cervantes